# Чепурка (хутор)
Чепу́рка — хутор в Александровском районе (муниципальном округе) Ставропольского края России.

## Варианты названия
В различных источниках (например официальных и архивных документах, публикациях в районных СМИ и на интернет-сайтах) встречается название Чапурка.

## География
Расположен в пределах Ставропольской возвышенности, являющейся частью Предкавказской равнины, на высоте 383 м над уровнем моря.
Находится в 4 км к югу от административного центра поселения и в 8 км к западу от границы с Новоселицким районом. Со всех сторон окружён землями сельскохозяйственного назначения.
Протяжённость границ хутора — 1,5 км с севера на юг и 0,9 км с запада на восток. Расстояние до краевого центра — 83 км, до районного центра — 15 км.

## История
Начиная с 1920-х годов хутор числился в составе Калиновского сельского совета Александровского района Ставропольского округа Северо-Кавказского края:253.
До 16 марта 2020 года хутор входил в упразднённый Калиновский сельсовет.

## Население
| 1926 | 1989 | 2002 | 2010 | 2014 | 2021 | 2023 |
| ---- | ---- | ---- | ---- | ---- | ---- | ---- |
| 259  | ↘117 | ↘113 | ↗125 | ↘100 | ↘89  | ↗177 |

Согласно поселенным итогам переписи 1926 года по Северо-Кавказскому краю в Чепурке имелось 43 хозяйства; число жителей составляло 259 человек, из них 131 мужчин и 128 женщин; преобладающая национальность — русские:253.
По результатам Всероссийской переписи 2010 года на хуторе проживало 125 человек, из них 60 мужчин (48,0 %) и 65 женщин (52,0 %).
На 1 января 2017 года численность населения согласно данным администрации сельсовета составляла 113 человек, согласно данным районной администрации — 95 человек.
Национальный состав
По данным переписи 2002 года в национальной структуре населения посёлка русские составляли 57 %, даргинцы — 42 %.

## Социальная инфраструктура
Земельные участки, находящиеся в границах территории хутора, в основном используются для личного подсобного хозяйства и животноводства. Жилая застройка представлена индивидуальными одноэтажными домами, часть которых построена в начале 1900-х годов. Количество жилых домов — 38 (2013). В советское время в Чепурке имелись начальная школа и клуб.
Электроснабжение осуществляется от энергосистемы Ставропольского края. Центральное теплоснабжение частных домовладений, горячее водоснабжение, центральная канализация отсутствуют.
Водопровод, подведённый к хутору, построен в 1960 году. Система водоснабжения централизованная, подача холодной питьевой воды по водопроводной сети предоставляется населению на хозяйственно-питьевые нужды и полив, а также на пожаротушение. Доля водопотребления жителями Чепурки составляет 8 % от общего объёма подачи воды. Источником водоснабжения являются подземные воды хозяйственного назначения. В окрестностях хутора находится один из родниковых водозаборов, представленный каптированным родником, выходящим на южном склоне горы Чепурочная. Из каптажа вода по трубе диаметром 100 мм самотёком поступает к потребителям. Абсолютная отметка родника 490 м.
В 1998 году была начата прокладка газопровода к Чепурке. В 2009 году обеспечено газоснабжение хутора в соответствии с программой ОАО «Газпром» «Газификация регионов РФ».
Услуги здравоохранения жителям хутора оказывает Калиновская участковая больница; социальные услуги — Александровский комплексный центр социального обслуживания населения; образовательные услуги предоставляются средней общеобразовательной школой № 7 села Калиновского.

## Транспортная инфраструктура
До 1950—1960-х годов транспортное сообщение было затруднено. В село Калиновское жители Чепурки добирались либо пешком, либо используя гужевой транспорт. К 1967 году было налажено автобусное сообщение с Калиновским (пассажирский автобус курсировал из хутора в село 2 раза в день). В конце 1960-х годов хутор начал обслуживать рейсовый автобус, идущий из села Александровского в село Калиновское и обратно.
На современном этапе связь c другими населёнными пунктами внутри поселения и выход за его границы по-прежнему осуществляется автомобильным видом транспорта. К западу от Чепурки проходит участок автомобильной дороги общего пользования регионального значения «Александровское — Гофицкое», на котором расположен промежуточный остановочный пункт по маршруту регулярных перевозок № 107 («с. Александровское — с. Калиновское»), обслуживаемому автобусом малого класса.
В течение учебного года между Чепуркой и Калиновским курсирует школьный автобус, осуществляющий подвоз проживающих на хуторе детей в среднюю общеобразовательную школу № 7.

## Связь и телекоммуникации
В Чепурке доступны теле- и радиовещание (приблизительно с 1950—1960-х годов), а также сотовая связь, обеспечиваемая операторами «Билайн» (2G, 3G, 4G), «МегаФон» (2G, 3G), «МТС» (2G), «Yota» (2G, 3G).
Хутор входит в перечень поселений (населённых пунктов) Ставропольского края с численностью населения менее трёх тысяч человек, в которых отсутствует точка доступа к информационно-телекоммуникационной сети «Интернет».
Ближайшее отделение почтовой связи, обслуживающее жителей Чепурки, находится в селе Калиновском.

## Экономика и производство
В 1929 году в Чепурке была образована сельскохозяйственная артель (колхоз) «Заря революции», основной функцией которой являлось развитие полеводства и животноводства. В 1950 году колхоз «Заря революции» влился в укрупнённый колхоз им. Молотова села Калиновское. В дальнейшем жители Чепурки занимались сельскохозяйственным производством на полях и фермах колхоза «Комсомолец», созданного в 1954 году и объединившего коллективные хозяйства Калиновского. В 1990-е годы «Комсомолец» был преобразован в сельскохозяйственное предприятие «Калиновское» (закрыто в 2005 году).

## Объекты археологического наследия
В окрестностях Чепурки выявлены 2 курганных могильника — «Чепурка-1» (1 курганная насыпь) и «Чепурка-2» (1 курганная насыпь), относящиеся к эпохам раннего железа и средней бронзы соответственно. Первый из них располагался на южном берегу безымянного ручья, в 0,3 км от западной окраины хутора; второй — на невысоком водоразделе севернее автодороги «Александровское — Гофицкое». Могильник «Чепурка-2» находился в неудовлетворительном состоянии: в курганной насыпи имелись грабительские шурфы; каменная конструкция кургана была нарушена бульдозерной траншеей. Оба могильника представляют научную, историческую и культурную ценность, являются объектами археологического наследия.